# Françoise Kucheida
Pour les articles homonymes, voir Kucheida.
Françoise Kucheida, née Dufour le 27 mai 1946 à Marles-les-Mines et morte le 17 juillet 2023 à Lille,,, est une chanteuse française.

## Biographie

### Famille
Françoise Kucheida est l'épouse de Jean-Pierre Kucheida.

## Distinctions

### Prix
- Grand prix de l’Académie Charles-Cros (1996)

### Décoration
- Chevalier de l'ordre des Palmes académiques

## Discographie
Tous les albums de Françoise Kucheida ont été publiés aux Éditions Saravah.
- De la Scarpe à la Seine, 1995
- Cris du cœur, 1998
- Liévin sur scène, (album concert) 2002
- La Mémoire sépia, 2006
- Participation à l'album les Années Saravah 1967-2002